# William P. Rogers
William Pierce Rogers (Norfolk (New York), 23 juni 1913 – Bethesda (Maryland), 2 januari 2001) was een Amerikaans politicus. Hij was van 1957 tot 1961 minister van Justitie en van 1969 tot 1973 minister van Buitenlandse Zaken.

## Levensloop
Rogers' moeder overleed in zijn tienerjaren. Daarna werd hij opgevoed door zijn grootouders. Hij studeerde aan de Colgate-universiteit. Daarna behaalde hij in 1937 een graad in de Rechten aan de Cornell-universiteit. Onder leiding van openbaar aanklager Thomas Dewey hield hij zich van 1938 tot 1942 bezig met de bestrijding van de georganiseerde misdaad in New York. Na het uitbreken van de Tweede Wereldoorlog nam hij dienst bij de Amerikaanse marine. Hij diende op het schip de USS Intrepid. In die hoedanigheid maakte hij de Slag om Okinawa mee. Aan het einde van de oorlog had hij het gebracht tot de rang van luitenant.
Na de oorlog werd Rogers partner in een advocatenkantoor in New York. In die tijd adviseerde hij Afgevaardigde Richard Nixon om tegen Alger Hiss, een Amerikaanse overheidsfunctionaris, verdere actie te ondernemen. Hiss werd ervan verdacht een communistische spion te zijn.
President Dwight D. Eisenhower vroeg Rogers in 1953 op als staatssecretaris van Justitie zitting te nemen in zijn regering. Deze functie vervulde hij tot 1957. Rogers was betrokken bij het proces en de tegen Julius en Ethel Rosenberg. Toen vroeg Eisenhower hem als minister van Justitie. Rogers ging op het aanbod in en bleef minister tot 1961. In deze tijd bleef hij vicepresident Richard Nixon adviseren. In 1959 werd Rogers geprezen door Martin Luther King omdat hij had gepleit voor het opheffen van de segregatie op een basisschool in de staat Alabama. De kinderen van zwarte militairen werden daar geweigerd.
Nixon benoemde Rogers in januari 1969 als zijn minister van Buitenlandse Zaken. Rogers zette zich in voor een blijvende vrede tussen de Arabieren en Israëli's. Zijn plan kwam bekend te staan als het Rogers-plan. Zijn invloed was beperkt doordat Nixon veel zaken direct liet regelen door Henry Kissinger, zijn Nationaal Veiligheidsadviseur. Na zijn aftreden ontving Rogers van Nixon de Presidential Medal of Freedom.
Na zijn aftreden ging Rogers weer werken voor zijn eigen advocatenkantoor. Hij leidde ook nog het onderzoek naar de explosie van de spaceshuttle Challenger. De commissie bekritiseerde NASA, omdat zij te weinig aandacht had besteed aan veiligheidsmaatregelen.
Jefferson ·
Randolph ·
Pickering ·
Marshall ·
Madison ·
Smith ·
Monroe ·
Adams ·
Clay ·
Van Buren ·
Livingston ·
McLane ·
Forsyth ·
Webster ·
Upshur ·
Calhoun ·
Buchanan ·
Clayton ·
Webster ·
Everett ·
Marcy ·
Cass ·
Black ·
Seward ·
Washburne ·
Fish ·
Evarts ·
Blaine ·
Frelinghuysen ·
Bayard ·
Blaine ·
Foster ·
Gresham ·
Olney ·
Sherman ·
Day ·
Hay ·
Root ·
Bacon ·
Knox ·
Bryan ·
Lansing ·
Colby ·
Hughes ·
Kellogg ·
Stimson ·
Hull ·
Stettinius ·
Byrnes ·
Marshall ·
Acheson ·
Dulles ·
Herter ·
Rusk ·
Rogers ·
Kissinger ·
Vance ·
Muskie ·
Haig ·
Shultz ·
Baker ·
Eagleburger ·
Christopher ·
Albright ·
Powell ·
Rice ·
Clinton ·
Kerry ·
Tillerson ·
Pompeo ·
Blinken
- Biblioteca Nacional de España: XX1401501
- Gemeinsame Normdatei: 127592644
- International Standard Name Identifier: 0000 0000 8382 8399
- Library of Congress Control Number: n50048035
- National Archives and Records Administration: 10582598
- Nationale Bibliotheek van Israël: 987007309583905171
- Nederlandse Thesaurus van Auteursnamen: 172655188
- SNAC: w6ws90f2
- Système universitaire de documentation: 079902987
- Virtual International Authority File: 52715990
- WorldCat: E39PBJdrGKcChMwmVcPbtXfyVC